# 柏林附近吕德斯多夫
柏林附近吕德斯多夫（德語：Rüdersdorf bei Berlin，發音：[ˈʁyːdɐsˌdɔʁf baɪ bɛʁˈliːn]）是德国勃兰登堡州梅尔基施-奥得兰县的市镇，面积70.39平方千米，2023年12月31日人口为16,296人。